# Rotulista

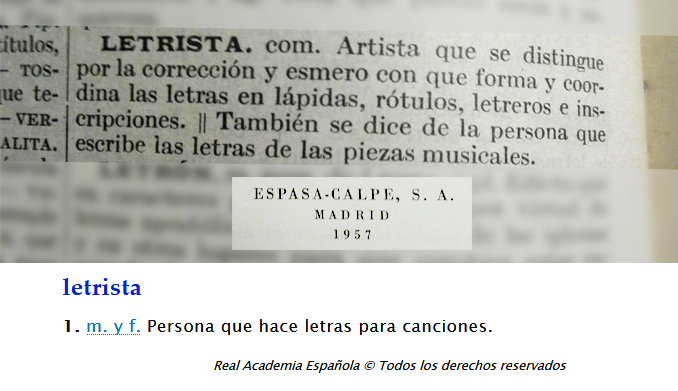
Desambiguación del término

Un rotulista, a veces llamado también letrista, es un pintor cuyo oficio se especializa en pintar carteles, decorar anuncios publicitarios y rotular cualquier tipo de superficie. Este término es de uso generalizado en el habla castellana para nombrar a quien pinta tradicionalmente letras a mano. Los orígenes de este oficio se remontan a épocas iniciales de la cultura y fue evolucionando a la par de los cambios tecnológicos en cuanto al empleo de herramientas, estilos decorativos y conceptos aportados por el estudio del diseño gráfico.[cita requerida]

## Historia

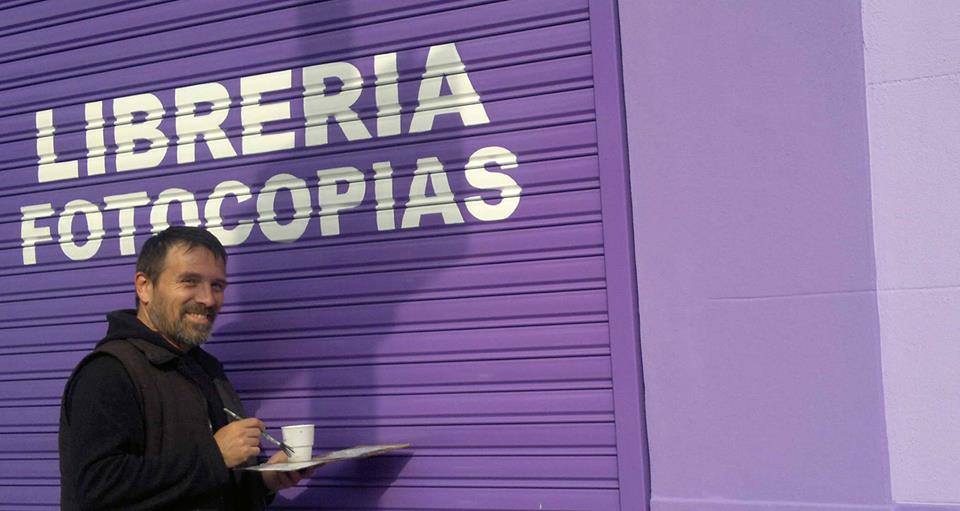
Rotulación sobre persiana metálica enrollable

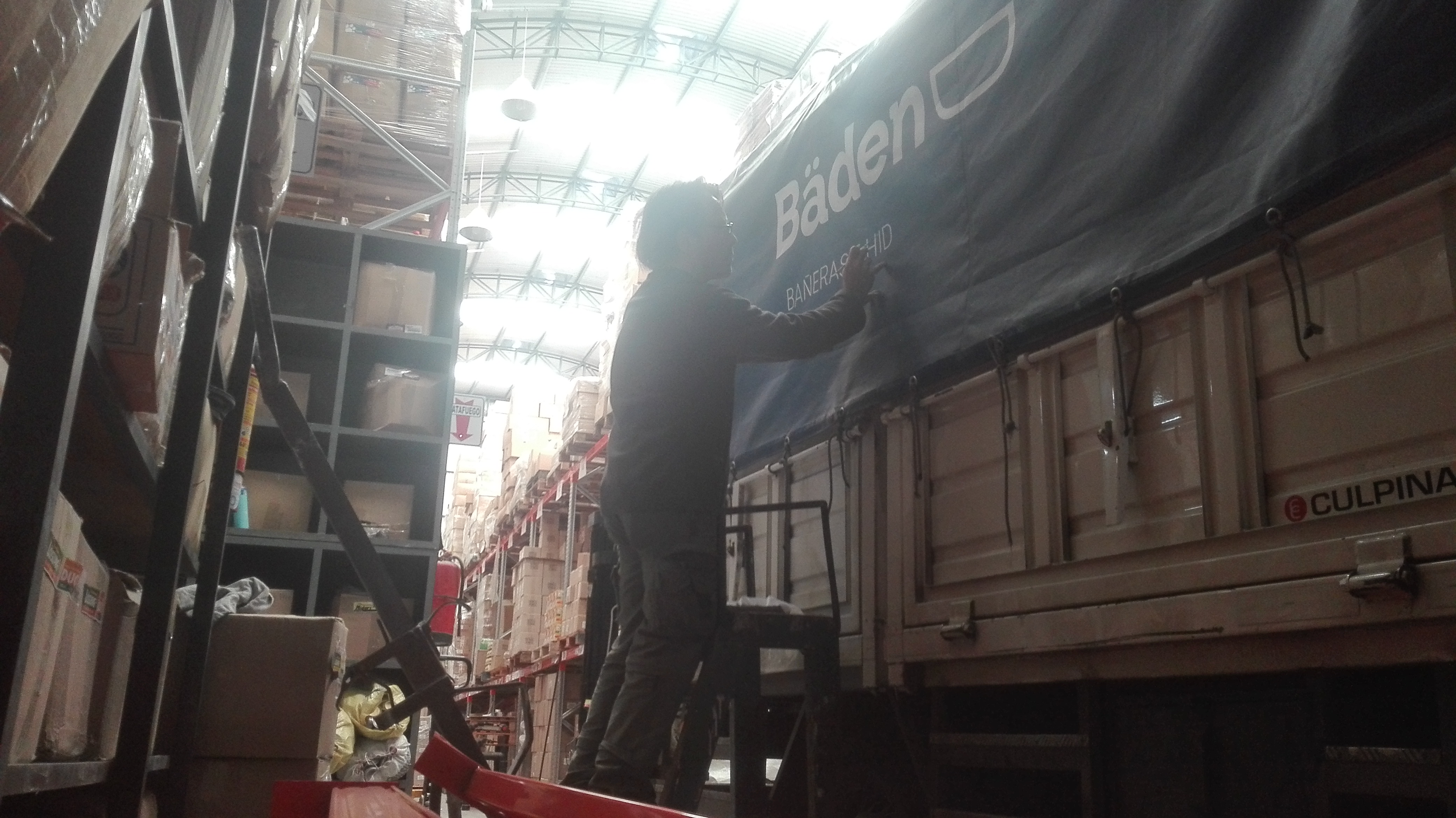
Letrista pintando letras sobre la capota de un camión

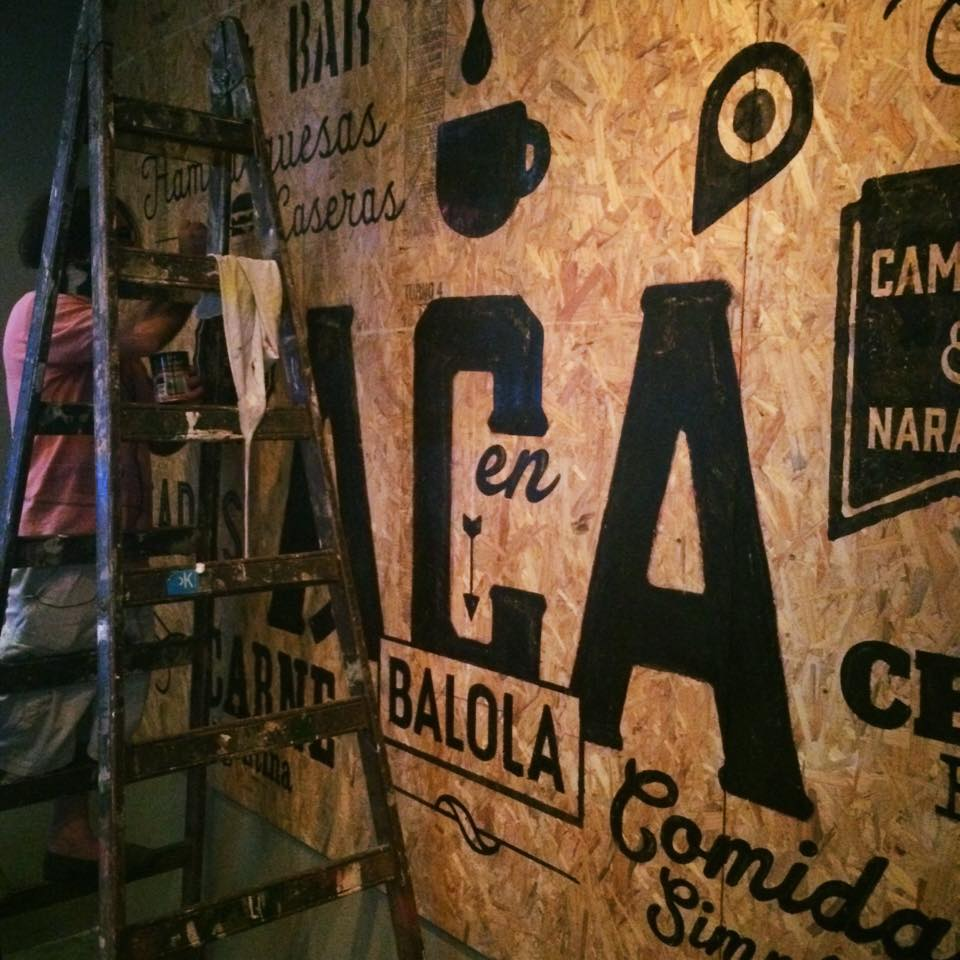
Letrista trabajando sobre un panel de madera reconstituida

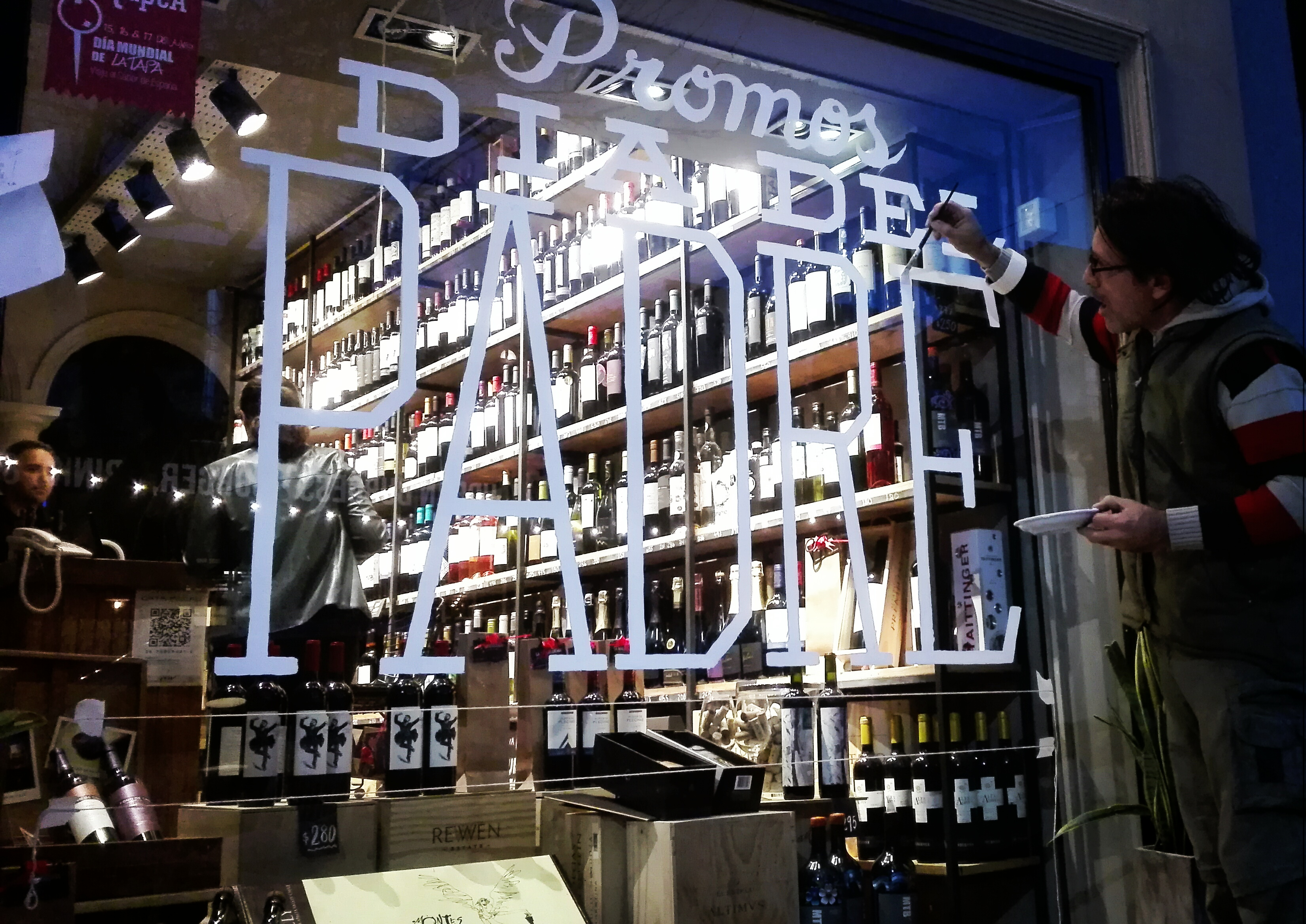
Letrista trabajando sobre vidrio en un anuncio eventual

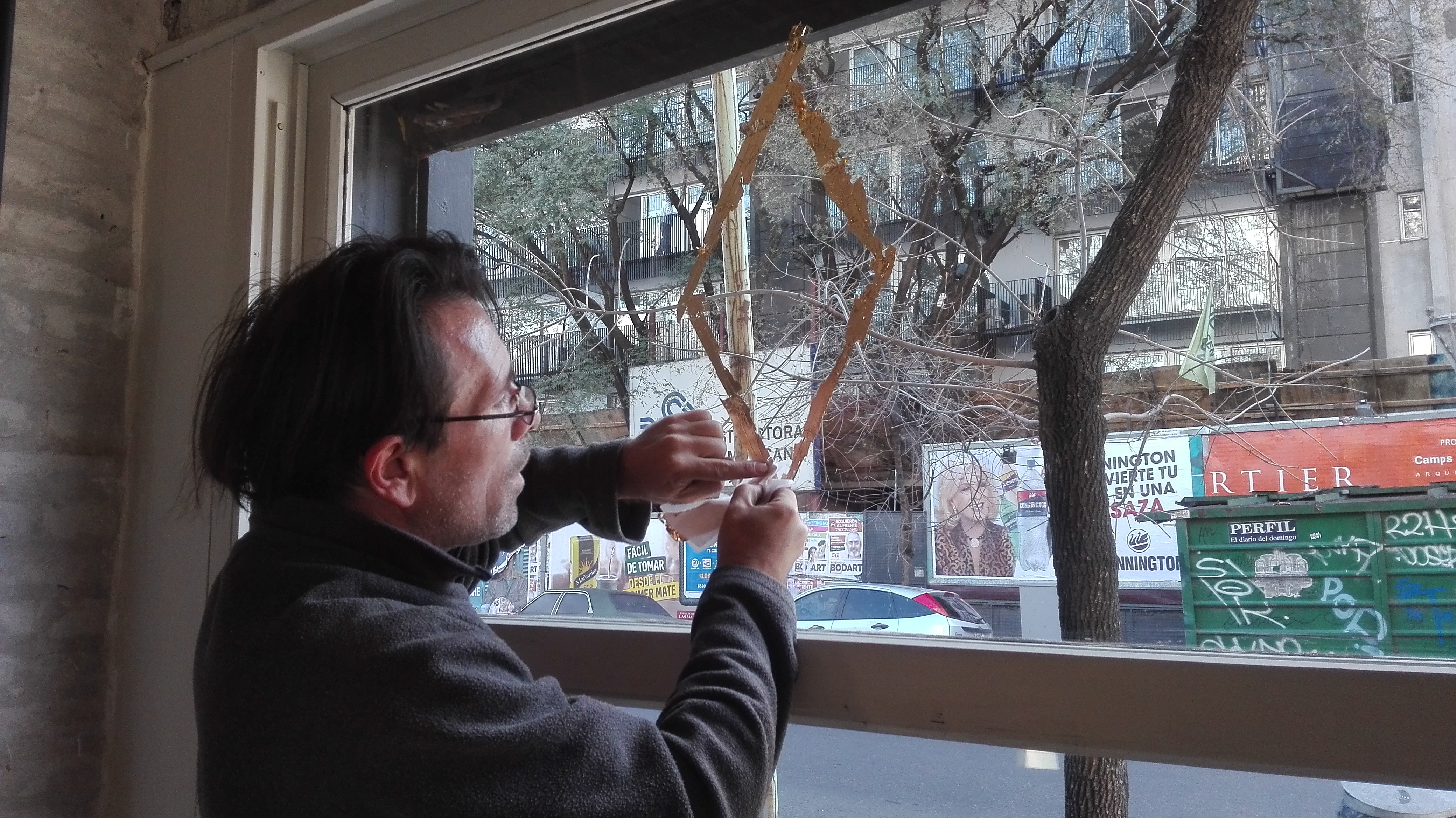
Letrista aplicando pan de oro

La rotulación decorada sobre azulejos enmarcados con trabajos de herrería artesanal son rastros del tiempo colonial que perduran en casonas y edificios católicos de América.
La Revolución Industrial del siglo XVIII d. C. trajo el sistema de ferrocarril y una enorme transformación en las comunicaciones. Nuevas pinturas industriales estaban disponibles para pintar carteles de metal rotulados para numerar y señalizar locomotoras. vagones, barriles, cajas, bolsas de mercaderías y productos, nombre de estaciones y dependencias de los mismos.
Aparece también el dorado[¿cuándo?] a la hoja o pan de oro como una técnica de decoración empleada por los letristas con la aplicación de delgadas hojas de metal bruñido para otorgar elegancia al mensaje del anuncio.
A finales del siglo XIX d. C., los cánones de decoración provenientes principalmente de Francia y de Italia aportó la incorporación de motivos naturalistas (art déco) y también la ornamentación con líneas rectas y curvas, geometrías no naturales (Art Nouveau). Ambas opiniones estilísticas se disputaban los espacios visuales en las calles de la ciudad de Buenos Aires y Montevideo. Así también la influencia en los rótulos se hizo presente en vehículos de transporte público y mercaderías. Surge el fileteado Porteño como un estilo identificador declarado Patrimonio Histórico de la Humanidad. Hojas, flores, pájaros y animales fantásticos qué enmarcaban estilos tipográficos románticos al ritmo del tango.
El oficio del letrista se desenvolvía nutridamente hasta la aparición de los sistemas informáticos como, computadoras, impresoras, plóteres y otras herramientas y materiales que hoy se aplican a la producción publicitaria.
Hoy en día unos cuantos apasionados continúan trabajando con sus pinceles ofreciendo mensajes artesanales de gran valor artístico.

## Materiales
- Pinceles: chatos, redondos, de pelo largo, las opciones dependen del tipo de superficie a pintar.
- Pinturas: esmaltes sintéticos, vinílicos, acrílicos, látex y barnices.
- Solventes: aguarrás, nafta, agua.
- Otros: cinta de papel, chocla, nivel, tizas.